# Claudia Zapata
Claudia Estela Zapata Silva (Chile, 1975) es una académica chilena feminista y especialista en historia contemporánea de América Latina, incluyendo intelectuales indígenas y afrodescendientes. 

## Biografía
En 2011 obtuvo su doctorado en Historia, en la Universidad de Chile, con mención en la Etnicidad. Es profesora y directora en el Centro de Estudios Culturales Latinoamericanos, de la Universidad de Chile. Es integrante de la Cátedra Racismos y Migraciones Contemporáneas. Sus áreas de investigación incluyen identidades étnicas y movimientos indígenas contemporáneos, intelectualidades indígenas y afrodescendientes en el siglo XX, pensamiento latinoamericano, y la historia contemporánea de América Latina.

Ha desarrollado y colaborado en diversos proyectos de investigación nacionales, como Fondecyt, e internacionales, como Clacso. Investigadora responsable del proyecto “Representaciones de la diferencia y propuestas sobre diversidad cultural en la escritura de autores afrodescendientes e indígenas en América Latina a partir de 1950”. También ha realizado los seminarios "Pensamiento anticolonialista en América Latina", "Estudios Postcoloniales desde/sobre América Latina" y "Autores afrodescendientes e indígenas y los debates por el reconocimiento".  Ha trabajado en colaboración con Lucía Stecher. Ha dirigido tesis de postgrado.  Feminista y especialista en mujeres afro, lanzó el libro del proyecto del colectivo Luanda, al que está vinculada:
"Nos vincula el feminismo, la lucha de las mujeres y mujeres racializadas, ya que hay una estratificación en torno al color de la piel que no se reconoce en la historia chilena, científicamente no es sostenible que exista, pero sí existe como fenómeno de discriminación".
Esta académica, junto con Elena Oliva y con Lucía Stecher han trabajado el pensamiento intelectual desarrollado en la literatura de América Latina.

## Premios y reconocimientos
- En 2015, el Premio de Ensayo Ezequiel Martínez Estrada que concede Casa de las Américas en Cuba.[1][7]

## Obras y publicaciones
Tiene numerosas publicaciones que comprenden artículos, capítulos de libros y libros, entre los que destacan: 
- Intelectuales indígenas piensan América Latina, Editorial Abya Yala y Universidad Andina Simón Bolívar, Quito, 2007.[19][1]
- Aimé Césaire desde América Latina. Diálogos con el poeta de la negritud. Santiago de Chile: Ediciones Facultad de Filosofía y Humanidades, Universidad de Chile, 2010. Elena Oliva, Lucía Stetcher y Claudia Zapata.[20]
- Experiencia de inserción e impacto institucional de los becarios del Programa Internacional de Becas de la Fundación Ford con ascendencia y adscripción indígena en la Universidad de Chile. Año 2011. ISEES Núm. 9 Pág. 40-71. Claudia  Zapata Silva   y María Elena Oliva Oliva.[21]
- Frantz Fanon desde América Latina. Lecturas contemporáneas de un pensador del siglo XX, Ediciones Corregidor, Serie Contemporáneos, Buenos Aires, 2013, que realizó junto a Lucía Stecher y Elena Oliva.[22]
- Intelectuales indígenas en Ecuador, Bolivia y Chile. Diferencia, colonialismo y anticolonialismo. Año 2015.[23]
- Intelectuales indígenas en América Latina: debates de descolonización, 1980-2010.[24]
- Crisis del multiculturalismo en América Latina,[25]